# Fabio Quartararo
Fabio Alain Quartararo, conegut com a Fabio Quartararo   (Niça, 20 d'abril de 1999), és un pilot de motociclisme francès d'origen italià. El 24 d'octubre de 2021 es va proclamar campió del món de MotoGP, essent el primer francès a aconseguir-ho. Abans de competir al mundial de motociclisme va guanyar sis campionats d'Espanya i dos campionats del món Júnior (CEV) consecutius (2013-2014). Actualment, competeix amb l'equip Monster Energy Yamaha al mundial de MotoGP.

## Carrera esportiva

### Primers anys
D'ascendència siciliana, Quartararo va començar la seva carrera esportiva a l'edat de 4 anys. Més endavant es va traslladar a l'Estat espanyol per a competir en la Copa Promovelocitat, un campionat per a joves pilots organitzat pel Real Automòbil Club de Catalunya (RACC). Va guanyar aquest campionat en la categoria de 50 cc el 2008, en 70 cc el 2009 i en 80 cc el 2011. Abans de la seva arribada a la categoria de Moto3, Quartararo va guanyar en 2012 el Campionat Mediterrani de Velocitat en categoria pre-Moto3.

### CEV Repsol (2013-2014)

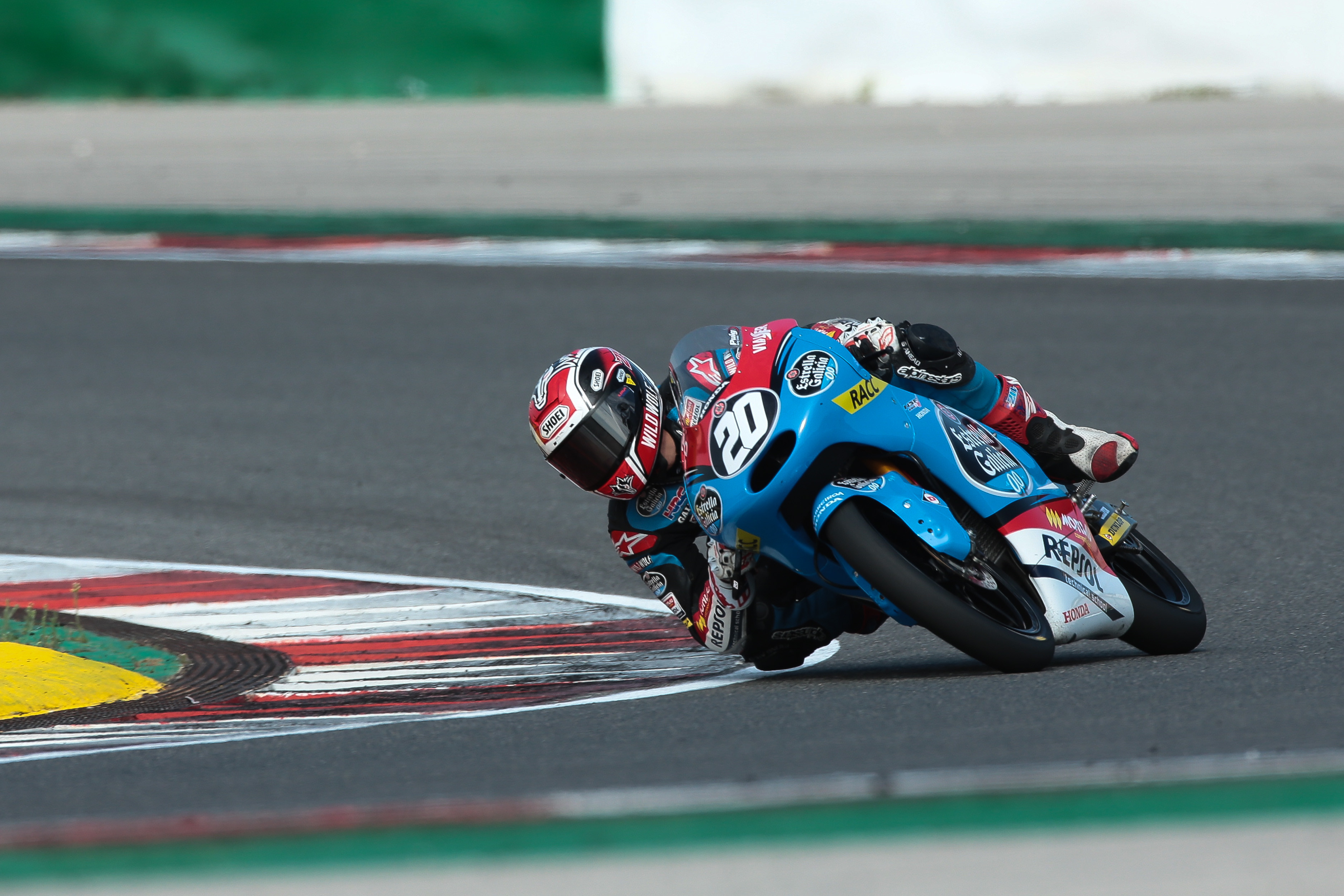
A l'Algarve durant el CEV del 2014

Quartararo va debutar en la categoria Moto3 del campionat del món Júnior FIM CEV (conegut com a CEV Repsol) el 2013 amb l'equip Wild Wolf Racing sobre una Honda. En la seva primera carrera en aquesta categoria, celebrada al Circuit de Catalunya amb la pista mullada, va acabar en segon lloc darrere de Wayne Ryan. En les quatre següents carreres, Quartararo va aconseguir acabar entre els deu primers en una sola ocasió, sortint des de la pole position a Navarra, i va baixar fins al vuitè lloc de la classificació provisional del campionat, 37 punts darrere de Marcos Ramírez. Quartararo va acabar la temporada amb força, guanyant cadascuna de les tres carreres finals sortint des de la pole position i derrotant a Ramírez per gairebé deu segons en la carrera final, celebrada al Circuit de Jerez. Per tot això, Quartararo va aconseguir ser el segon pilot no espanyol (després de Stefan Bradl el 2007) a guanyar el títol. A més, amb una edat de 14 anys i 218 dies, es va convertir en el campió més jove d'aquest campionat, superant el rècord anterior d'Aleix Espargaró.
Quartararo va continuar competint al CEV Repsol la temporada de 2014, ja que no tenia l'edat mínima per a poder participar al Campionat del Món (la reglamentació, anunciada el 2008 i introduïda el 2010, establia que un pilot havia de tenir 16 anys d'edat per a competir en un Gran Premi). Va continuar conduint una Honda, aquesta vegada a l'equip Estrella Galícia 0,0 Júnior Team dirigit per Emili Alzamora (campió del món de 125cc el 1999). El francès va acabar la temporada com a clar campió, guanyant nou de les onze curses del campionat i acabant segon en les altres dues. Va guanyar el campionat amb una diferència de 127 punts sobre el segon classificat, Jorge Navarro. En la ronda final, Quartararo també va derrotar els pilots del Campionat del Món Alexis Masbou i John McPhee, de l'equip SaxoPrint-RTG, que van participar només en aquella cursa.

### Moto3 (2015-2016)
El 26 de març de 2015, a gairebé 16 anys, va debutar al campionat del món de Moto3 amb una Honda NSF250R de l'equip Estrella Galicia 0.0 participant al Gran Premi de Qatar, on va acabar en setena posició. Al Gran Premi de les Amèriques va aconseguir el seu primer podi en quedar segon, el mateix resultat que obtingué al Gran Premi dels Països Baixos. Aquella temporada es va fracturar el turmell dret als entrenaments del Gran Premi de San Marino i es va haver de perdre dues curses. Va tancar la seva primera temporada al mundial en la desena posició final. El 2016 va passar a l'equip Leopard Racing, que li va confiar una KTM RC 250 GP, on tingué de companys Joan Mir i Andrea Locatelli. Va acabar la temporada en el tretzè lloc final.

### Moto2 (2017-2018)
El 2017 va passar a Moto2 pilotant la Kalex de l'equip Pons HP 40, amb Edgar Pons de company. Va acabar la temporada en tretzè lloc. El 2018 va canviar a l'equip Speed Up, amb Danny Kent de company. Al Gran Premi de Catalunya va obtenir la seva primera victòria al mundial després de sortir des de la pole position. A Assen fou segon i al Gran Premi del Japó va guanyar, però va ser desqualificat per la pressió incorrecta dels pneumàtics. Va acabar la temporada al desè lloc final.

### MotoGP (2019-actualitat)

#### Els anys a Petronas Yamaha (2019-2020)

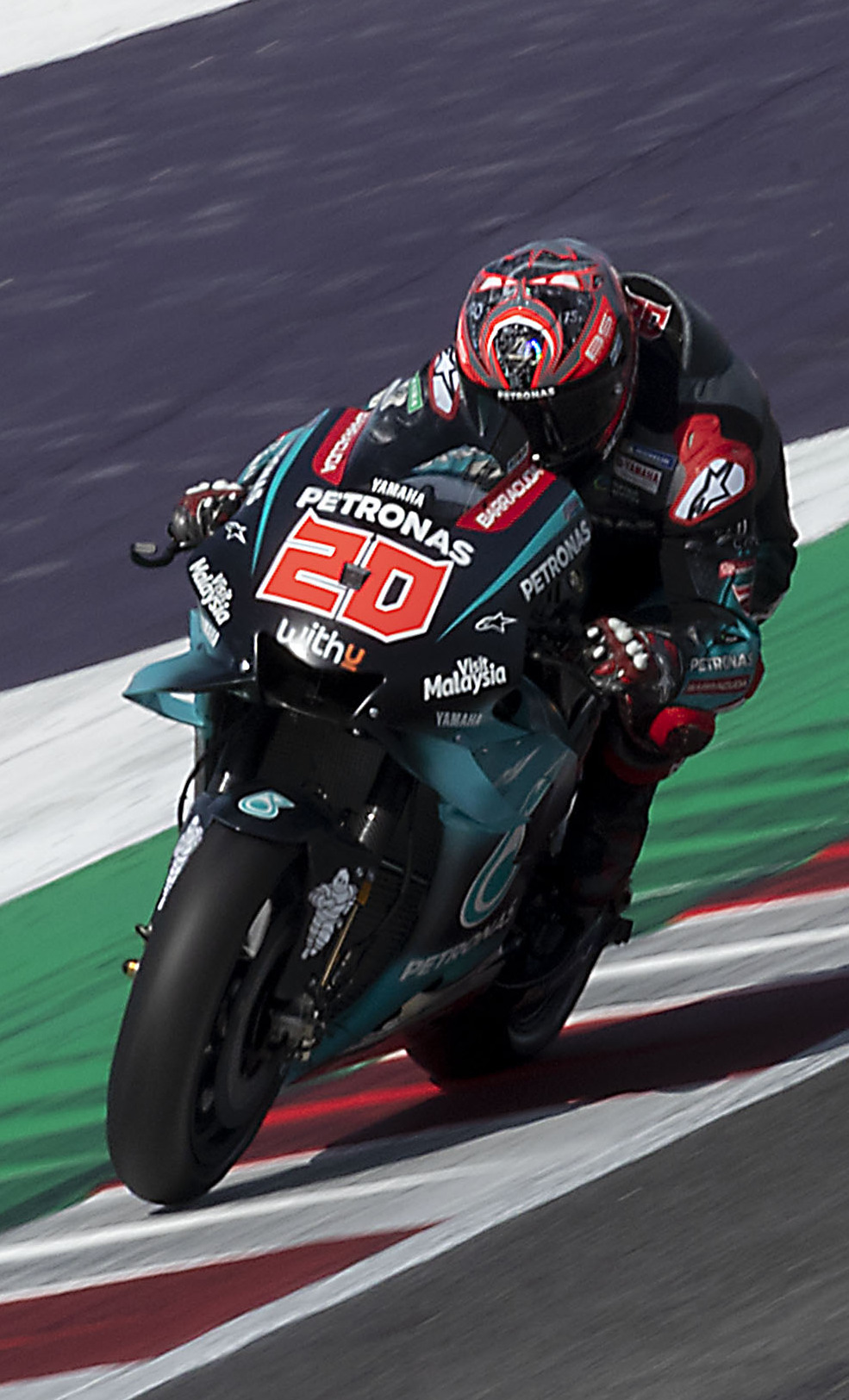
A Misano amb la Yamaha el 2019

El 2019 va passar a MotoGP amb l'equip Petronas Yamaha SRT com a company de Franco Morbidelli. En la seva primera cursa, a Qatar, es va classificar cinquè als entrenaments, però la seva Yamaha YZR-M1 es va aturar a l'inici de la volta d'escalfament i es va veure obligat a sortir des de la pit lane; tanmateix, aconseguí obtenir la volta ràpida. Al Gran Premi de l'Argentina va aconseguir els seus primers punts al campionat del món de MotoGP en quedar-hi vuitè. A Jerez va obtenir la seva primera pole position a MotoGP, fet que el convertí, a 20 anys i 14 dies, en el pilot més jove de la història a aconseguir-ho.
El 15 de juny va aconseguir la seva segona pole, per davant de Marc Márquez i Maverick Viñales, a Montmeló i a la cursa va aconseguir el seu primer podi a la categoria reina. El 29 de juny va obtenir la seva segona pole consecutiva i la tercera de l'any a Assen, per davant de Viñales; acabà la cursa en tercera posició. Fou també tercer a Spielberg i va acabar segon al Gran Premi de San Marino.
El 5 d'octubre va aconseguir la seva quarta pole al Gran Premi de Tailàndia, de nou per davant de Viñales; a la cursa va aconseguir el seu cinquè podi de la temporada en quedar segon darrere de Marc Márquez. Al Japó va aconseguir el seu sisè podi de la temporada, un segon lloc, i va guanyar així el títol de Rookie of the Year. Al Gran Premi de Malàisia va aconseguir la seva cinquena pole position de la temporada i al Gran Premi de la Comunitat Valenciana va aconseguir la sisena i hi va acabar segon. Va tancar la seva primera temporada a MotoGP en la cinquena posició final.
Continuant amb el mateix equip el 2020, Quartararo va començar la temporada al Gran Premi d'Espanya tot aconseguint la pole position i la seva primera victòria a la categoria de MotoGP; ho va repetir set dies després, de nou al circuit de Jerez de la Frontera, aquesta vegada amb el nom de Gran Premi d'Andalusia. A mesura que avançava la temporada, va aconseguir quatre pole positions i va guanyar una altra cursa a Catalunya, mentre que a la resta quasi sempre es va situar entre els deu primers, abans de patir un descens a la part final de la temporada. Va acabar el campionat en vuitè lloc.

#### La transició a l'equip de fàbrica (2021-2022)
El 2021 va passar a l'equip oficial Monster Energy Yamaha, amb Maverick Viñales de company. Va començar la temporada amb un cinquè lloc al Gran Premi de Qatar. La setmana següent va aconseguir la seva primera victòria de l'any a Doha. A Portugal, gràcies a la cancel·lació del temps de Francesco Bagnaia, va aconseguir la seva primera pole position de l'any i va guanyar la segona cursa consecutiva. També aconseguí la pole position a Espanya. A la cursa, però, després de liderar les primeres voltes, va quedar tretzè per una síndrome compartimental aguda a l'avantbraç dret, de la qual s'hagué d'operar. Quartararo va obtenir tres pole positions consecutives més: a Le Mans, on va acabar tercer a la cursa, a Mugello, on va obtenir la seva tercera victòria de la temporada i al Gran Premi de Catalunya, on va quedar tercer, però a causa d'un problema amb la granota que l'obligava a córrer les darreres voltes amb la cremallera oberta va ser penalitzat i va baixar a la sisena posició. A la resta de la temporada va obtenir dues victòries més, la primera als Països Baixos per davant del seu company d'equip Viñales i l'altra al Gran Premi de Gran Bretanya.

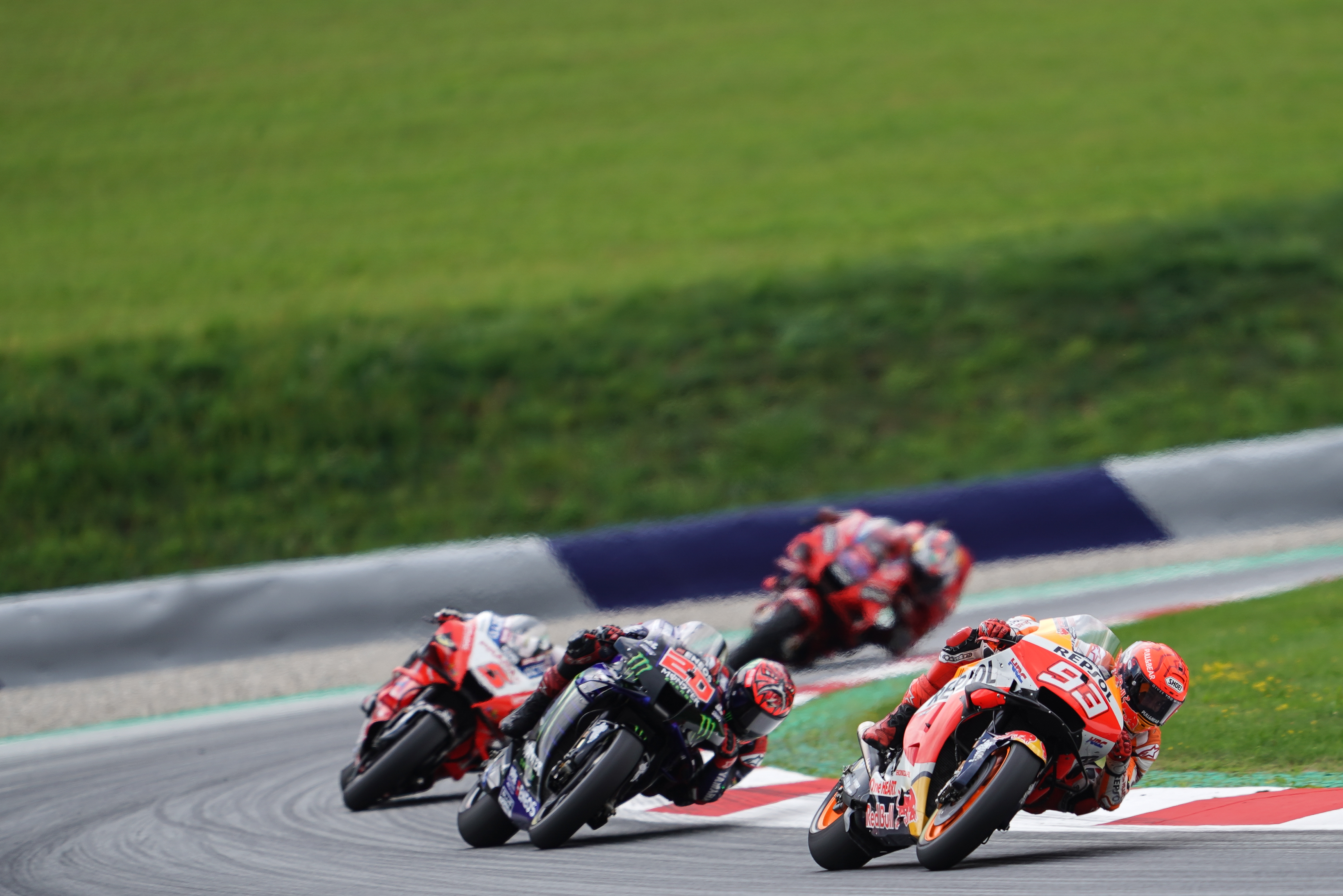
Quartararo (20) darrere de Marc Márquez a Spielberg el 2021

Al Gran Premi d'Emília-Romanya, celebrat a Misano el 24 d'octubre, després de l'accident de Bagnaia (l'únic pilot que encara podia desafiar-lo pel campionat), Quartararo guanyà el seu primer títol de MotoGP, convertint-se en el primer francès a guanyar un campionat de la classe reina. A més, en guanyar el títol, interrompé la ratxa de nou títols consecutius a MotoGP de pilots catalans i mallorquins.
Quartararo continuà el 2022 amb l'equip de fàbrica de Yamaha. A la segona ronda de la temporada, el Gran Premi d'Indonèsia, va aconseguir la pole i va acabar segon a la cursa darrere de Miguel Oliveira. La seva primera victòria de la temporada va arribar al Gran Premi de Portugal. El francès va aconseguir dos segons llocs per darrere de Bagnaia, un al Gran Premi d'Espanya i l'altre al Gran Premi d'Itàlia. Va tornar a guanyar al Gran Premi de Catalunya per davant de Jorge Martín i després al Gran Premi d'Alemanya. Després d'aquesta tercera victòria va caure i es retirà en el següent Gran Premi, a Assen. Tot seguit va pujar al podi al Gran Premi d'Àustria amb un segon lloc però va deixar de puntuar en les tres curses següents: Aragó, Tailàndia i Austràlia, cosa que li va costar el lideratge a la classificació del mundial enfront de Bagnaia, que va recuperar 105 punts envers el francès d'Assen en endavant. Gràcies a la seva tercera posició a Sepang, Quartararo va mantenir viva la lluita pel campionat del món fins a la darrera cursa a Xest, en la qual va quedar quart, una posició, però, que no li va permetre de revalidar el títol. El francès va acabar, doncs, el campionat en segona posició per darrere de Pecco Bagnaia.

#### La crisi de resultats (2023)
El 2023, la seva Yamaha no va estar a l'altura de les expectatives i va patir un fort descens, que no li va permetre guanyar cap cursa per bé que va aconseguir pujar al podi amb quatre tercers llocs a Austin, Índia, Indonèsia i a la cursa Sprint d'Assen, tancant el campionat en la desena posició final.
El 2024, la setmana següent a la cursa del Gran Premi de Portugal, Quartararo va renovar amb Yamaha fins al 2026. Al Gran Premi d'Espanya va acabar tercer a la cursa Sprint, però va quedar relegat al cinquè lloc a causa de la pressió irregular dels pneumàtics a la cursa de diumenge.

## Resultats previs al Mundial
- 2007: 2n a la Copa Catalana de Promovelocitat (Promo RACC) 50cc
- 2008: 1r a la Copa Catalana de Promovelocitat (Promo RACC) 50cc  Arxivat 2022-04-20 a Wayback Machine.  PDF
- 2009: 1r a la Copa Catalana de Promovelocitat (Promo RACC) 70cc  Arxivat 2021-01-22 a Wayback Machine.  PDF
- 2010: 3r al Campionat del Mediterrani de Velocitat (CMV) 80cc  Arxivat 2022-01-13 a Wayback Machine.  PDF
- 2011: 1r al Campionat del Mediterrani de Velocitat (CMV) 80cc  Arxivat 2021-10-22 a Wayback Machine.  PDF
- 2012: 1r al Campionat del Mediterrani de Velocitat (CMV) Pre-Moto3  Arxivat 2021-10-22 a Wayback Machine.  PDF
- 2013: 1r al Campionat del món Júnior FIM CEV Moto3
- 2014: 1r al Campionat del món Júnior FIM CEV Moto3

## Resultats al Mundial de motociclisme

### Per temporada
| Temporada | Categoria | Moto     | Equip                             | Curses | Victòries | Podis | Poles | FLaps | Pts  | Posició | Títols |
| --------- | --------- | -------- | --------------------------------- | ------ | --------- | ----- | ----- | ----- | ---- | ------- | ------ |
| 2015      | Moto3     | Honda    | Estrella Galicia 0,0              | 13     | 0         | 2     | 2     | 0     | 92   | 10è     | –      |
| 2016      | Moto3     | KTM      | Leopard Racing                    | 18     | 0         | 0     | 0     | 0     | 83   | 13è     | –      |
| 2017      | Moto2     | Kalex    | Pons HP40                         | 18     | 0         | 0     | 0     | 0     | 64   | 13è     | –      |
| 2018      | Moto2     | Speed Up | Speed Up Racing                   | 18     | 1         | 2     | 1     | 1     | 138  | 10è     | –      |
| 2019      | MotoGP    | Yamaha   | Petronas Yamaha SRT               | 19     | 0         | 7     | 6     | 2     | 192  | 5è      | –      |
| 2020      | MotoGP    | Yamaha   | Petronas Yamaha SRT               | 14     | 3         | 3     | 4     | 2     | 127  | 8è      | –      |
| 2021      | MotoGP    | Yamaha   | Monster Energy Yamaha MotoGP      | 18     | 5         | 10    | 5     | 5     | 278  | 1r      | 1      |
| 2022      | MotoGP    | Yamaha   | Monster Energy Yamaha MotoGP      | 20     | 3         | 8     | 1     | 4     | 248  | 2n      | –      |
| 2023      | MotoGP    | Yamaha   | Monster Energy Yamaha MotoGP      | 20     | 0         | 3     | 0     | 0     | 172  | 10è     | –      |
| 2024      | MotoGP    | Yamaha   | Monster Energy Yamaha MotoGP Team | 20     | 0         | 0     | 0     | 0     | 113  | 13è     | –      |
| Total     | Total     | Total    | Total                             | 178    | 12        | 35    | 19    | 14    | 1507 |         | 1      |

### Per categoria
| Categoria | Temporada       | 1a Cursa        | 1r Podi         | 1a Victòria     | Curses | Victòries | Podis | Poles | FLaps | Pts  | Títols |
| --------- | --------------- | --------------- | --------------- | --------------- | ------ | --------- | ----- | ----- | ----- | ---- | ------ |
| Moto3     | 2015–2016       | 2015 Qatar      | 2015 Amèriques  |                 | 31     | 0         | 2     | 2     | 0     | 175  | 0      |
| Moto2     | 2017–2018       | 2017 Qatar      | 2018 Catalunya  | 2018 Catalunya  | 36     | 1         | 2     | 1     | 1     | 202  | 0      |
| MotoGP    | 2019–actualitat | 2019 Qatar      | 2019 Catalunya  | 2020 Espanya    | 111    | 11        | 31    | 16    | 13    | 1130 | 1      |
| Total     | 2015–actualitat | 2015–actualitat | 2015–actualitat | 2015–actualitat | 178    | 12        | 35    | 19    | 14    | 1507 | 1      |

### Curses per any
Barem de puntuació de 1993 ençà:
| Posició | 1  | 2  | 3  | 4  | 5  | 6  | 7 | 8 | 9 | 10                | 11                | 12                | 13                | 14                | 15                |                   |
| Cursa   | 25 | 20 | 16 | 13 | 11 | 10 | 9 | 8 | 7 | 6                 | 5                 | 4                 | 3                 | 2                 | 1                 |                   |
| Sprint  | 12 | 9  | 7  | 6  | 5  | 4  | 3 | 2 | 1 | [ Nota Sprint 1 ] | [ Nota Sprint 1 ] | [ Nota Sprint 1 ] | [ Nota Sprint 1 ] | [ Nota Sprint 1 ] | [ Nota Sprint 1 ] | [ Nota Sprint 1 ] |

1. ↑  La cursa Sprint per a la categoria MotoGP va ser introduïda la temporada del 2023

(Ids. Grans Premis | Llegenda) (Curses en negreta indiquen pole; curses en  itàlica indiquen volta ràpida; les posicions en superíndex són les de la cursa Sprint)
| Any  | Categoria | Moto     | 1      | 2       | 3      | 4       | 5       | 6       | 7      | 8        | 9       | 10     | 11      | 12       | 13      | 14     | 15      | 16      | 17      | 18      | 19     | 20     | Pos | Pts |
| ---- | --------- | -------- | ------ | ------- | ------ | ------- | ------- | ------- | ------ | -------- | ------- | ------ | ------- | -------- | ------- | ------ | ------- | ------- | ------- | ------- | ------ | ------ | --- | --- |
| 2015 | Moto3     | Honda    | QAT 7  | AME 2   | ARG 6  | ESP 4   | FRA Ret | ITA Ret | CAT 14 | NED 2    | GER Ret | INP 11 | CZE Ret | GBR 4    | SM DNS  | ARA    | JPN DNS | AUS DNS | MAL     | VAL Ret |        |        | 10è | 92  |
| 2016 | Moto3     | KTM      | QAT 13 | ARG 13  | AME 13 | ESP Ret | FRA 6   | ITA 5   | CAT 7  | NED Ret  | GER 23  | AUT 4  | CZE 21  | GBR Ret  | SM 18   | ARA 12 | JPN 8   | AUS 12  | MAL 4   | VAL 14  |        |        | 13è | 83  |
| 2017 | Moto2     | Kalex    | QAT 7  | ARG Ret | AME 12 | ESP 16  | FRA 18  | ITA 18  | CAT 7  | NED 9    | GER 13  | CZE 20 | AUT Ret | GBR 16   | SM 6    | ARA 11 | JPN 19  | AUS Ret | MAL 7   | VAL 8   |        |        | 13è | 64  |
| 2018 | Moto2     | Speed Up | QAT 20 | ARG 22  | AME 15 | ESP 10  | FRA 8   | ITA 11  | CAT 1  | NED 2    | GER 9   | CZE 11 | AUT 9   | GBR C    | SM 7    | ARA 9  | THA 5   | JPN DSQ | AUS 10  | MAL 5   | VAL 6  |        | 10è | 138 |
| 2019 | MotoGP    | Yamaha   | QAT 16 | ARG 8   | AME 7  | ESP Ret | FRA 8   | ITA 10  | CAT 2  | NED 3    | GER Ret | CZE 7  | AUT 3   | GBR Ret  | SM 2    | ARA 5  | THA 2   | JPN 2   | AUS Ret | MAL 7   | VAL 2  |        | 5è  | 192 |
| 2020 | MotoGP    | Yamaha   | ESP 1  | ANC 1   | CZE 7  | AUT 8   | STY 13  | SM Ret  | EMI 4  | CAT 1    | FRA 9   | ARA 18 | TER 8   | EUR 14   | VAL Ret | POR 14 |         |         |         |         |        |        | 8è  | 127 |
| 2021 | MotoGP    | Yamaha   | QAT 5  | DOH 1   | POR 1  | ESP 13  | FRA 3   | ITA 1   | CAT 6  | GER 3    | NED 1   | STY 3  | AUT 7   | GBR 1    | ARA 8   | SM 2   | AME 2   | EMI 4   | ALR Ret | VAL 5   |        |        | 1r  | 278 |
| 2022 | MotoGP    | Yamaha   | QAT 9  | INA 2   | ARG 8  | AME 7   | POR 1   | ESP 2   | FRA 4  | ITA 2    | CAT 1   | GER 1  | NED Ret | GBR 8    | AUT 2   | SM 5   | ARA Ret | JPN 8   | THA 17  | AUS Ret | MAL 3  | VAL 4  | 2n  | 248 |
| 2023 | MotoGP    | Yamaha   | POR 8  | ARG 79  | AME 3  | ESP 10  | FRA 7   | ITA 11  | GER 13 | NED Ret3 | GBR 15  | AUT 8  | CAT 7   | SM 13    | IND 36  | JPN 10 | INA 35  | AUS 14  | THA 5   | MAL 5   | QAT 78 | VAL 11 | 10è | 172 |
| 2024 | MotoGP    | Yamaha   | QAT 11 | POR 79  | AME 12 | ESP 155 | FRA Ret | CAT 9   | ITA 18 | NED 127  | GER 11  | GBR 11 | AUT 18  | ARA Ret8 | SM 79   | EMI 7  | INA 7   | JPN 12  | AUS 9   | THA 16  | MAL 65 | SLD 11 | 13è | 113 |